# Liste 14

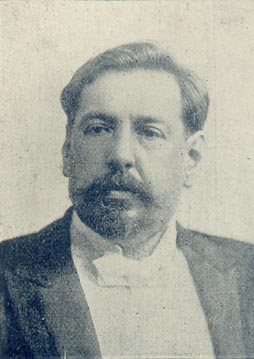
Le président José Batlle, fondateur de la liste 14

La liste 14 (ou Vanguardia Batllista, « Avant-garde batlliste ») est une liste électorale uruguayenne du Parti colorado, fondée par le président José Batlle y Ordoñez au début du XXe siècle. Après sa mort, elle a été reprise par ses fils, les Batlle Pacheco, en particulier César Batlle Pacheco et Lorenzo Batlle Pacheco, et représentait un pôle conservateur du Parti colorado opposé au néobatllisme social-démocrate de Luis Batlle Berres, président de 1947 à 1951 et à la tête de la liste 15. 
La liste 14 est ensuite restée quasi-inactive durant des décennies, et a récemment resurgi au sein du Foro Batllista (Forum batlliste), présidé par l'ex-président Julio María Sanguinetti, étant aujourd'hui dirigée par Alberto Scavarelli. Elle s'est présentée aux élections primaires de 1999 et de 2004 en tant que composante de la sublema (sous-liste) du Foro Batllista, obtenant à chaque fois un siège de député, occupé par Scavarelli. Lors des élections générales, cette liste, ainsi que les autres listes du Forum batlliste, s'intègre à la liste 2000.

## Source originale
- (es) Cet article est partiellement ou en totalité issu de l’article de Wikipédia en espagnol intitulé « Lista 14 » (voir la liste des auteurs).